# Hermsdorf, Saale-Holzland
Hermsdorf là một thị xã ở huyện huyện Saale-Holzland thuộc bang Thuringia in phía đông Đức. Diện tích là 7,51 km2.